# Crested
De Crested is een kanarieras dat bij de postuurkanaries behoort. Van lichaamsbouw en grootte heeft dit ras veel weg van de Norwich (kanarie), echter dan gekuifd. De doelstelling vanaf 1870 van de kwekers was het creëren van een mooie kuif zoals we die ook kennen van de Gloster Fancy aangezien dit ras ook een goede lichaamsbouw hiervoor heeft. Om dit doel te bereiken moest men echter de lichaamsgrootte behouden dus was slechts een kruising mogelijk met het ras Lancashire (kanarie).

## Categorie
De Crested behoort tot de categorie postuurkanarie van het vogel soort kanarie. Deze vogels worden op tentoonstellingen vooral beoordeeld op hun kuif en hoe dicht ze van lichaam zitten ter vergelijking met het ’ideale plaatje’. Bekende gebreken door de vroegere kruising kunnen zijn: te lange bevedering, overmatige bevedering en een ander postuur aanhouden.

## Beschrijving
Bij deze kuif- of kuifbroedvogels moet men het meeste aandacht besteden aan de kuif/kop van deze vogels, hiervoor zijn dan ook de meeste punten ingeruimd op het keurbriefje. De kuif moet steeds zo groot mogelijk zijn. Deze kuif is vaak meer dan 3 cm in doorsnee.
De lichaamsvorm van de Crested is duidelijk wat slanker en meer gerekt als bij de Norwich. Voldoende aandacht moet worden geschonken aan de bevedering van de vogels. Voor het verkrijgen van een goede kuif is een lange bevedering noodzakelijk. Een enigszins losse en ruwe bevedering wordt dan ook toegestaan. Wel moeten we er steeds van uit blijven gaan dat een zo glad mogelijke bevedering de voorkeur geniet. Door de lange bevedering zal altijd de vorming van een zogenaamde broek ontstaan, hetgeen evenals het verschijnsel van afhangende stuitveren een kenmerk voor dit ras is. Er moet altijd voor gewaakt worden dat de lichaamsvormen niet verstoord worden door een overmatige verengroei, of door misvormingen ten gevolge van te lange bevedering.

## Kenmerken
De Crested moet de juiste grootte hebben zoals we die kennen van de Norwich. De kuif is het belangrijkste onderdeel van de keuring, is deze onder de maat dan is het geen goede kweekvogel. De houding en bouw van het lichaam mag niet afwijken en valt direct op. Bevedering behoort er dan ook normaal uit te zien, zonder tekortkomingen en zonder overmaat.

## TT-voorwaarden
Voor een tentoonstelling hebben postuurkanarie keurmeesters  bepaalde voorwaarden waar een vogel aan moet voldoen om het ideale plaatje te vormen. Deze zijn als volgt bepaald:

### Kuif Crested
- 65 punten
- De kuif bestaat uit een overvloed van brede en lange veren en kan niet te groot zijn.
- De kuifveren hangen regelmatig af vanuit een klein, centraal geplaatst middelpunt. De kuif kan plat zijn maar een hoge golvende afhangende kuif heeft de voorkeur.
- De Crest-Bred heeft een forse en volle kop, met een duidelijke koepelvormige welving over het middelpunt van de schedel.
- Lange en dichte kopbevedering, die indien naar voren gestreken tot aan de snavelpunt reikt, met zware brede wenkbrauwen.
- Snavel kort en kegelvormig.
- Hals breed en goed gevuld.

### Lichaamsgrootte
- 10 punten
- Goed gevuld vrij lang lichaam, met een breed licht gewelfde rug en een goed afgeronde borst. (lengte 17 cm)

### Bevedering, staart, kleur
- 10 punten
- Lange bevedering, die zo goed mogelijk aangesloten aan het lichaam wordt gedragen.
- Langs de staart afhangende lange gebogen veren. (z.g. haneveren)
- Goed aangesloten vleugels.
- Staart niet te lang. Met uitzondering van rood, zijn alle kleuren, inclusief bont toegestaan.

### Poten
- 5 punten
- Poten middelmatig van lengte
- dijen niet zichtbaar.

### Conditie
- 10 punten
- Gezond, zuiver en goed verzorgd.

## Bonden
- ANPV Algemene Nederlandse Postuurkanarie Vereniging
- NBvV Nederlandse Bond voor Vogelliefhebbers